# 伊爾佳什湖
伊爾佳什湖（羅馬化：Irtyash）是俄羅斯的湖泊，由車里雅賓斯克州負責管轄，位於卡斯利和奧焦爾斯克之間，該湖長14公里、寬5公里，面積53.5平方公里，最大深度約16米，海拔高度227米。